# Батерст, Аллен, 9-й граф Батерст
Аллен Кристофер Бертрам Батерст, 9-й граф Батерст (англ. Allen Christopher Bertram Bathurst, 9th Earl Bathurst; род. 11 марта 1961 года) — британский пэр и защитник природы, известный как лорд Апсли с 1961 по 2011 год.

## Ранняя жизнь
Родился 11 марта 1961 года в семье Генри Батерста, 8-го графа Батерста (1927—2011), и Джудит Мэри Нельсон. Со смертью отца 16 октября 2011 года он стал 9-м графом Батерстом из Батерста в графстве Сассекс (Пэрство Великобритании), 9-м бароном Батерстом из Батлсдена в графстве Бедфорд (Пэрство Великобритании), и 8-го барона Апсли из Апсли в графстве Сассекс (Пэрство Великобритании).

## Карьера
Батерст управляет поместьем Батерст, занимающим около 15 500 акров сельской местности. Он включает в себя большую часть деревни Саппертон и Коутс, включая Пинбери-парк, и претендует на главный источник реки Темзы. В поместье находится знаменитый поло-граунд Ivy Lodge, поло-клуб Cirencester Park, основанный в 1894 году, что делает его старейшей игровой площадкой в Соединённом королевстве. Он также управляет Сайренсестер Парк Фармс.
Как защитник природы, он проводил кампанию по сохранению сельской местности и различных исторических зданий. В первую очередь граф и графиня, как лорд и леди Эпсли, сделали заголовки новостей, когда они пытались спасти историческое здание на рынке крупного рогатого скота в Сайренсестере, построенное 6-м графом Батерстом для старого огорода особняка. Когда они обнаружили, что это должно было быть снесено Советом графства, чтобы освободить место для развлекательного центра, они пригрозили приковать себя к зданию, чтобы предотвратить снос. Проблема была в конечном итоге решена, когда Батерст договорился с компанией по сносу, чтобы выкупить здание, и оно было удалено, кирпич за кирпичом, в семейное поместье.
Батерст — президент Сайренсестерского жилищного фонда и маршал госпитального фонда Святого Лаврентия. Он также является директором-основателем ежегодной выставки Котсуолда, которая проводится каждый июль в поместье Батерст, и покровителем музейного фонда Котсуолда. Он является президентом Лиги друзей больницы Сайренсестера, президентом группы Сайренсестера, президентом хора мужского голоса Сайренсестера, стюардом Общества Сайренсестера в Лондоне, покровителем крикетного клуба Сайренсестера и президентом поло-клуба Сайренсестерского парка.
Батерст участвует в Национальном союзе фермеров. Он является президентом Консультативной группы по сельскому хозяйству и дикой природе Глостершира (FWAG), бывшим губернатором Королевского сельскохозяйственного университета, бывшим президентом Сельскохозяйственного общества трех графств и директором фермерского треста Глостершира.

## Вождение
В феврале 1993 года, когда Батерст ещё носил титул лорда Апсли, он был осужден за вождение в нетрезвом виде, когда его остановила полиция по дороге на прием в казармы герцога Глостера в Сайренсестере.

## Семья
31 мая 1986 года Аллен Батерст женился на Хилари Джордж, второй дочери Джона Ф. Джорджа. Они развелись в 1994 году. С ней у него двое детей, сын и дочь:
- Бенджамин Джордж Генри Батерст, лорд Апсли (род. 6 марта 1990)
- Леди Рози Мэриел Лилиас Батерст (род. 1992)

5 июня 1995 года он женился вторым браком на Саре Чепмен (род. 1963), в настоящее время называемой графиней Батерст, дочери Кристофера и Маргариты Чепмен из Илминстера, Сомерсет.